# 킹메이커
킹메이커(kingmaker)는 남을 권좌에 올릴 수 있을 정도의 정치력을 지닌 정치계의 실력자이다. 원래 이 용어는 잉글랜드에서 장미 전쟁(1455~1487년) 기간 중 워릭 백작 리처드 네빌의 활동 "워릭 더 킹메이커"에 적용되었다.

## 예

### 대한민국
대한민국에서는 대한민국 제13대 대통령 선거에서 노태우를 당선시키고 대한민국 제14대 대통령 선거에서는 김영삼을 당선시킨 김윤환이 대표적인 킹메이커이다.
새누리당, 더불어민주당, 국민의힘을 재건하여 18대 대선, 19대 대선, 20대 대선에서 각각 박근혜, 문재인, 윤석열 3명의 대통령 당선에 큰 기여를 한 김종인은 2010년 이후 현재까지 정치권에서 대표적인 킹메이커로 알려진 인물이다.

### 기타
- 카우틸랴 (마우리아 왕조)
- 친위대 (로마 제국)
- 워릭 백작 리처드 네빌 (장미 전쟁)
- 고구려의 연개소문